# 嶺南路
嶺南路是中華人民共和國上海市靜安區一條南北走向道路，南起場中路，北至一二八紀念路，全長1150米，寬24米，道路始建於1927年，路名的意思為「五嶺以南」，道路附近為彭浦新村。